# Marie Henrietta Stuartovna

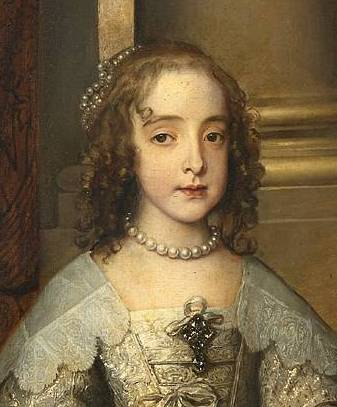
Marie Stuartovna (fragment portrétu od Antoona van Dycka) (1641)

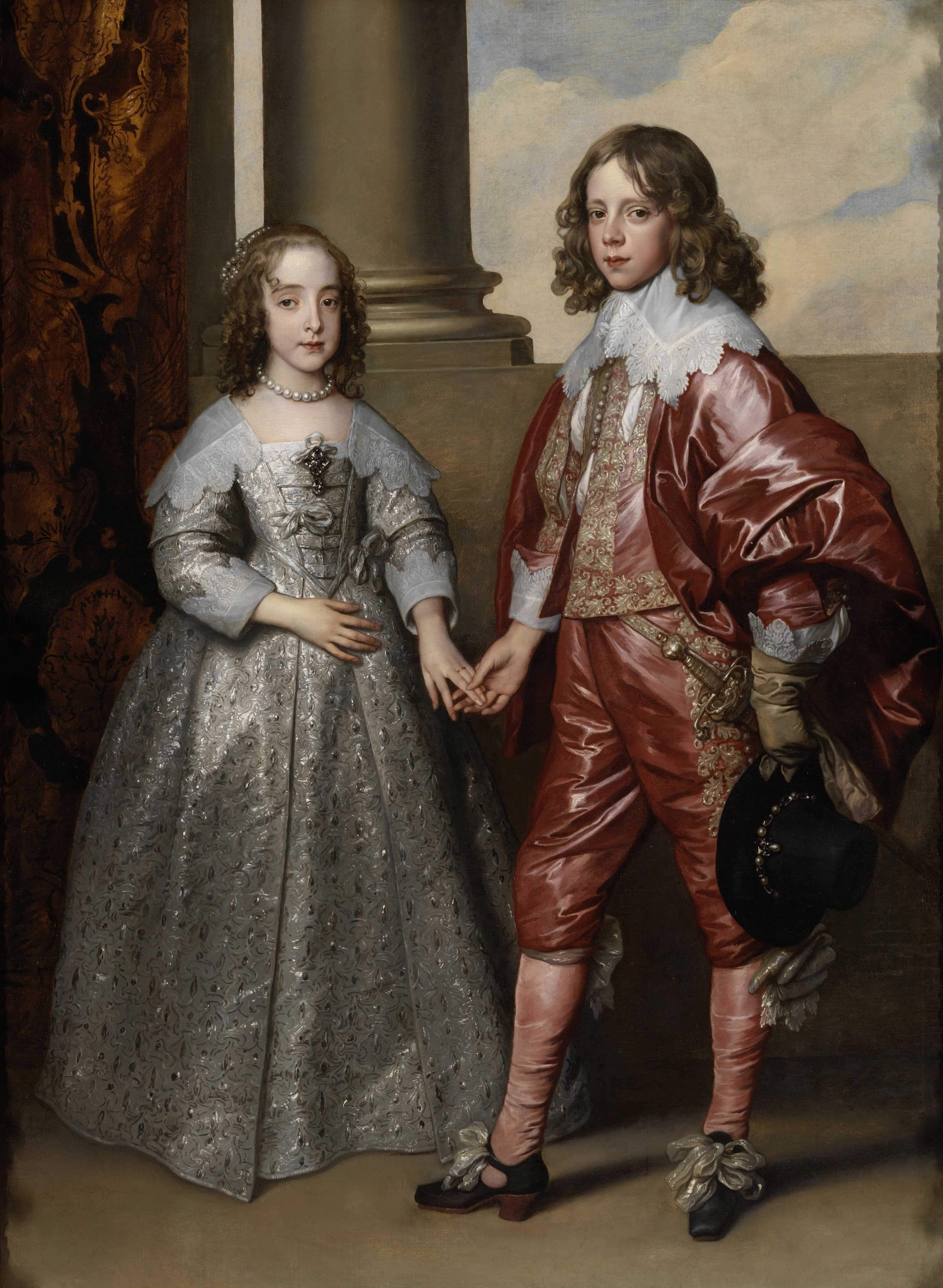
Portrét Viléma II. a Marie namalovaný u příležitosti jejich zásnub

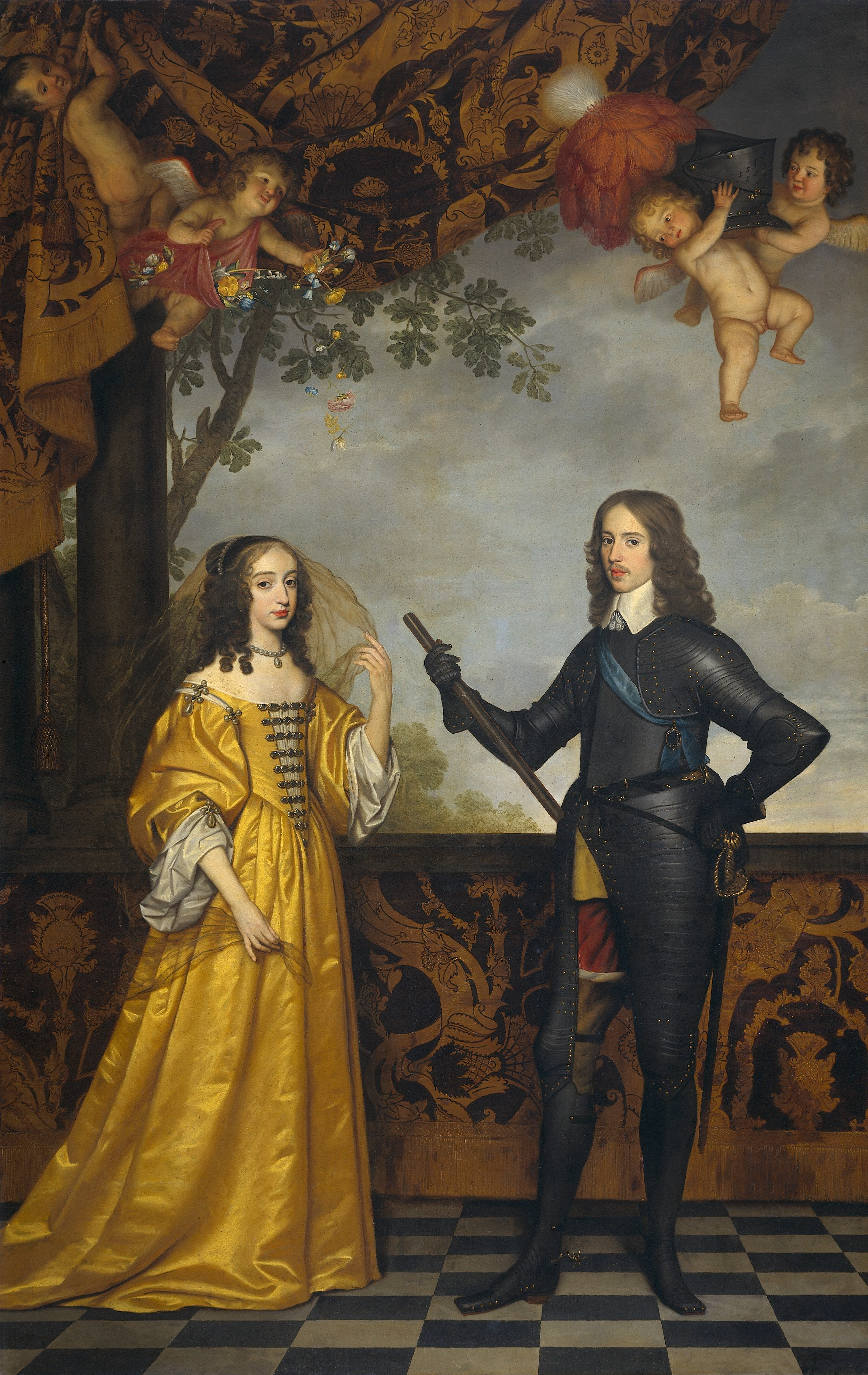
Marie Stuartovna s manželem

Marie Henrietta Stuartovna (4. listopadu 1631, St James's Palace, Londýn - 24. prosince 1660, Londýn), Princess Royal byla dcera anglického krále Karla I., princezna Oranžsko-Nassavská, manželka Viléma II. Oranžského, matka a spoluregentka za nezletilého Viléma III. Oranžského.
Marie se narodila jako nejstarší dcera (třetí z devíti dětí) anglického krále Karla I. a jeho manželky, původem francouzské princezny Henrietty Marie. Na svět přišla v St James's Palace v Londýně. V roce 1642 jí otec udělil titul Princess Royal a založil tak tradici, že nejstarší dcera anglického krále vždy nosí tento titul. Stalo se tak, protože Mariina matka, dcera francouzského krále Jindřicha IV., chtěla, aby její nejstarší dcera nosila stejný titul, jaký by nosila ve Francii (Madame Royale).

## Oranžská princezna
Mariin otec s ní měl ambiciózní plány: chtěl, aby se provdala za syna španělského krále Filipa IV., asturského prince Baltazara Karla, dalším možným kandidátem byl její bratranec, falcký kurfiřt Karel I. Ludvík Falcký. Žádný z těchto plánů však nevyšel a volba padla na dědice nizozemského místodržitele Frederika Hendrika Oranžského Viléma. Sňatek byl uzavřen 2. května 1641 v královské kapli whitehallského palce v Londýně, pro nízký věk nevěsty (Marii nebylo ještě ani deset let) ovšem nebylo ještě několik let naplněno. V roce 1642 však Marie se svou matkou přesídlila do Holandska a od roku 1644 se začala jako snacha místodržitele účastnit společenského života.
Po smrti jejího tchána Frederika Hendrika Oranžského v roce 1647 se její manžel Vilém (1626–1650) stal místodržitelem Nizozemska jako Vilém II. Oranžský, vévoda Oranje-Nassau. Tři roky nato, 8. listopadu 1650, však zemřel na neštovice; šest dní po jeho smrti, 14. listopadu, se narodil jejich jediný syn - Vilém (1650–1702), pozdější král Anglie, Irska a Skotska Vilém III.
Marie jako vdova se musela o péči o syna dělit s jeho babičkou - Amálií zu Solms-Braunfels, vdovou po Frederiku Hendriku Oranžském, a s Fridrichem Vilémem I. Braniborským, braniborským markrabětem. U Holanďanů nebyla Marie populární, neboť sympatizovala se svou rodinou - Stuartovci; později, když byli její dva bratři (Karel a Jakub) po smrti jejich otce Karla I. vyhnáni z Anglie, bylo jí bráněno se s nimi stýkat pro nepřátelství, jež k nim Holanďané chovali.
V letech 1654-1657 Marie pobývala mimo Nizozemsko. V roce 1657 se stala regentkou Oranžska ve jménu svého syna, ale její obtížná pozice způsobila, že byla nucena požádat o pomoc francouzského krále Ludvíka XIV., ten toho ovšem využil a sám vládl celému Oranžsku.
Restaurace Karla II. v Anglii v květnu roku 1660 pozici princezny-vdovy a jejího syna v celém Nizozemsku výrazně zlepšila. V září roku 1660 se Marie vrátila do Anglie navštívit oba svoje bratry, Karla a Jakuba, v průběhu návštěvy však onemocněla neštovicemi a 24. prosince ve Whitehallském paláci v Londýně zemřela v 29 letech věku. Pochována byla ve Westminsterském opatství.

## Vývod z předků
|                            |                               |  |                      |                           |  |  |  |  |  |  |  | Matyáš Stuart, IV. hrabě z Lennoxu |
|                            |                               |  |                      |                           |  |  |  |  |  |  |  |                                    |
|                            | Jindřich Stuart, lord Darnley |  |                      |                           |  |  |  |  |  |  |  |                                    |
|                            |                               |  |                      |                           |  |  |  |  |  |  |  |                                    |
|                            |                               |  |                      | Markéta Douglasová        |  |  |  |  |  |  |  |                                    |
|                            |                               |  |                      |                           |  |  |  |  |  |  |  |                                    |
|                            | Jakub I. Stuart               |  |                      |                           |  |  |  |  |  |  |  |                                    |
|                            |                               |  |                      |                           |  |  |  |  |  |  |  |                                    |
|                            |                               |  |                      | Jakub V. Skotský          |  |  |  |  |  |  |  |                                    |
|                            |                               |  |                      |                           |  |  |  |  |  |  |  |                                    |
|                            | Marie Stuartovna              |  |                      |                           |  |  |  |  |  |  |  |                                    |
|                            |                               |  |                      |                           |  |  |  |  |  |  |  |                                    |
|                            |                               |  |                      | Marie de Guise            |  |  |  |  |  |  |  |                                    |
|                            |                               |  |                      |                           |  |  |  |  |  |  |  |                                    |
|                            | Karel I. Stuart               |  |                      |                           |  |  |  |  |  |  |  |                                    |
|                            |                               |  |                      |                           |  |  |  |  |  |  |  |                                    |
|                            |                               |  |                      | Kristián III. Dánský      |  |  |  |  |  |  |  |                                    |
|                            |                               |  |                      |                           |  |  |  |  |  |  |  |                                    |
|                            | Frederik II. Dánský           |  |                      |                           |  |  |  |  |  |  |  |                                    |
|                            |                               |  |                      |                           |  |  |  |  |  |  |  |                                    |
|                            |                               |  |                      | Dorotea Sasko-Lauenburská |  |  |  |  |  |  |  |                                    |
|                            |                               |  |                      |                           |  |  |  |  |  |  |  |                                    |
|                            | Anna Dánská                   |  |                      |                           |  |  |  |  |  |  |  |                                    |
|                            |                               |  |                      |                           |  |  |  |  |  |  |  |                                    |
|                            |                               |  |                      | Oldřich III. Meklenburský |  |  |  |  |  |  |  |                                    |
|                            |                               |  |                      |                           |  |  |  |  |  |  |  |                                    |
|                            | Žofie Meklenburská            |  |                      |                           |  |  |  |  |  |  |  |                                    |
|                            |                               |  |                      |                           |  |  |  |  |  |  |  |                                    |
|                            |                               |  |                      | Alžběta Dánská            |  |  |  |  |  |  |  |                                    |
|                            |                               |  |                      |                           |  |  |  |  |  |  |  |                                    |
| Marie Henrietta Stuartovna |                               |  |                      |                           |  |  |  |  |  |  |  |                                    |
|                            |                               |  |                      |                           |  |  |  |  |  |  |  |                                    |
|                            |                               |  | Karel IV. Bourbonský |                           |  |  |  |  |  |  |  |                                    |
|                            |                               |  |                      |                           |  |  |  |  |  |  |  |                                    |
|                            | Antonín Navarrský             |  |                      |                           |  |  |  |  |  |  |  |                                    |
|                            |                               |  |                      |                           |  |  |  |  |  |  |  |                                    |
|                            |                               |  |                      | Františka z Alençonu      |  |  |  |  |  |  |  |                                    |
|                            |                               |  |                      |                           |  |  |  |  |  |  |  |                                    |
|                            | Jindřich IV. Francouzský      |  |                      |                           |  |  |  |  |  |  |  |                                    |
|                            |                               |  |                      |                           |  |  |  |  |  |  |  |                                    |
|                            |                               |  |                      | Jindřich II. Navarrský    |  |  |  |  |  |  |  |                                    |
|                            |                               |  |                      |                           |  |  |  |  |  |  |  |                                    |
|                            | Jana III. Navarrská           |  |                      |                           |  |  |  |  |  |  |  |                                    |
|                            |                               |  |                      |                           |  |  |  |  |  |  |  |                                    |
|                            |                               |  |                      | Markéta z Angoulême       |  |  |  |  |  |  |  |                                    |
|                            |                               |  |                      |                           |  |  |  |  |  |  |  |                                    |
|                            | Henrietta Marie Bourbonská    |  |                      |                           |  |  |  |  |  |  |  |                                    |
|                            |                               |  |                      |                           |  |  |  |  |  |  |  |                                    |
|                            |                               |  |                      | Cosimo I. de Medici       |  |  |  |  |  |  |  |                                    |
|                            |                               |  |                      |                           |  |  |  |  |  |  |  |                                    |
|                            | František I. Medicejský       |  |                      |                           |  |  |  |  |  |  |  |                                    |
|                            |                               |  |                      |                           |  |  |  |  |  |  |  |                                    |
|                            |                               |  |                      | Eleonora Toledská         |  |  |  |  |  |  |  |                                    |
|                            |                               |  |                      |                           |  |  |  |  |  |  |  |                                    |
|                            | Marie Medicejská              |  |                      |                           |  |  |  |  |  |  |  |                                    |
|                            |                               |  |                      |                           |  |  |  |  |  |  |  |                                    |
|                            |                               |  |                      | Ferdinand I. Habsburský   |  |  |  |  |  |  |  |                                    |
|                            |                               |  |                      |                           |  |  |  |  |  |  |  |                                    |
|                            | Johana Habsburská             |  |                      |                           |  |  |  |  |  |  |  |                                    |
|                            |                               |  |                      |                           |  |  |  |  |  |  |  |                                    |
|                            |                               |  |                      | Anna Jagellonská          |  |  |  |  |  |  |  |                                    |
|                            |                               |  |                      |                           |  |  |  |  |  |  |  |                                    |